# Echilibru radiativ
În termodinamică echilibrul radiativ este situația în care radiația termică totală care pleacă dintr-un obiect este egală cu radiația termică totală care intră în el. Este una dintre numeroasele cerințe pentru echilibrul termodinamic, dar poate apărea și în absența acestuia. Există diferite tipuri de echilibru radiativ, care este în sine un fel de echilibru dinamic. 

## Definiții
În general, echilibrul este o stare în care forțele opuse sunt echilibrate, prin urmare sistemul nu se schimbă în timp. Echilibrul radiativ este cazul particular al echilibrului termic pentru cazul în care schimbul de căldură se face prin radiație termică.
Există mai multe tipuri de echilibru radiativ.

### Definițiile lui Prevost
O importantă contribuție timpurie a fost adusă de Pierre Prevost în 1791. Prevost a considerat că ceea ce se numește în zilele noastre gaz de fotoni⁠(d) sau radiație electromagnetică era un fluid pe care l-a numit „căldură liberă”. Prevost a conceput căldura radiantă liberă ca un fluid foarte rar, ale cărui raze, la fel ca razele de lumină, trec unele prin altele fără perturbări detectabile ale trecerii lor. Teoria schimburilor a lui Prevost a afirmat că orice corp radiază și primește radiații de la alte corpuri. Radiația din orice corp este emisă indiferent de prezența sau absența altor corpuri.
În 1791 Prevost a dat următoarele definiții:

Echilibrul absolut al căldurii libere este starea acestui fluid într-o zonă din spațiu care primește atât de mult din el cât îi lasă să scape.

Echilibrul relativ al căldurii libere este starea acestui fluid din două zone din spațiu care primesc unele de la altele cantități egale de căldură și, în plus, sunt în echilibru absolut, sau suferă schimbări exact egale.

Prevost a continuat comentariul cu „Căldura din mai multe zone din spațiu aflate una lângă alta și la aceeași temperatură se află în același timp în cele două specii de echilibru”.

### Echilibru radiativ punctual
După Max Planck, un câmp radiativ este adesea descris în funcție de radianța spectrală⁠(d), care este o funcție a fiecărui punct geometric dintr-o zonă din spațiu, la un moment de timp. Acesta este ușor diferită de modul de definire al lui Prevost, care era pentru zonele din spațiu. De asemenea, este puțin diferită conceptual de definiția lui Prevost: Prevost a gândit în termeni de căldură legată și liberă, în timp ce astăzi noțiunea de căldură este percepută drept energie cinetică și altă energie dinamică a moleculelor, adică căldură în materie și gazul de fotoni termic. O definiție detaliată este dată de R. M. Goody și Y. L. Yung. Ei consideră interschimbabilitatea dintre radiația termică și căldura din materie. Din intensitatea radiativă specifică ei obțin {\displaystyle \mathbf {F} _{\nu }}, densitatea fluxului vectorial al radiației monocromatice în fiecare punct dintr-o zonă din spațiu, care este egală cu media în timp a vectorului Poynting⁠(d) monocromatic în acel moment. Ei definesc rata volumică monocromatică de câștig de căldură de către materie din radiație ca fiind negativul divergenței vectorului de densitate a fluxului monocromatic; este o funcție scalară a poziției punctului:
{\displaystyle h_{\nu }=-\nabla \cdot \mathbf {F} _{\nu }}.
Ei definesc (punctual) echilibrul radiativ monocromatic prin
{\displaystyle \nabla \cdot \mathbf {F} _{\nu }=0}
în orice punct din zona care se află în echilibru radiativ. Aceasta înseamnă că, în fiecare punct al zonei din spațiu care se află în echilibru radiativ (punctual), pentru toate frecvențele de radiație, totalul interschimbului energiei dintre radiația termică și conținutul de energie din materie este nul. Echilibrul radiativ punctual este strâns legat de echilibrul radiativ absolut al lui Prevost.
D. Mihalas și B. Weibel-Mihalas subliniază că această definiție se aplică unui mediu static, în care materia nu se mișcă. Însă ei iau în considerare și mediile în mișcare.

#### Echilibrul radiativ punctual aproximativ
În 1906 Karl Schwarzschild a considerat un sistem în care convecția și radiația erau ambele prezente, dar radiația era mult mai puternică decât convecția, astfel încât într-o primă aproximare convecția putea fi neglijată, iar radiația putea fi considerată predominantă. Acest lucru se aplică atunci când temperatura este foarte mare, de exemplu într-o stea, dar nu și în atmosfera unei planete.
Subrahmanyan Chandrasekhar a scris despre un model al unei atmosfere stelare în care „nu există mecanisme, altele decât radiația, pentru transportul căldurii în atmosferă... [și] aici nu există surse de căldură în împrejurimi”. Acest lucru nu este diferit de conceptul aproximativ al lui Schwarzschild din 1906, dar este exprimat mai precis.

### Echilibrul schimbului prin radiație
Planck se referă la un echilibru termodinamic în care „oricare două corpuri sau elemente ale corpurilor alese la întâmplare schimbă între ele prin radiație cantități egale de căldură”.
Termenul de echilibru de schimb radiativ poate fi folosit și pentru a se referi la două zone anume ale spațiului care schimbă cantități egale de radiații prin emisie și absorbție (chiar și atunci când starea de echilibru nu este una de echilibru termodinamic, ci este una în care unele subprocese au transport net de materie sau energie, inclusiv radiația). Echilibrul de schimb radiativ este aproape același cu echilibrul radiativ relativ al lui Prevost.

#### Echilibrul de schimb radiativ aproximativ
Într-o primă aproximare, un exemplu de echilibru de schimb radiativ apare în schimbul de radiații termice cu lungimi de undă nelimitate (adică nu doar cele dintr-o bandă) între suprafața terestră și marină și atmosfera în contact imediat cu ele, când există un cer senin. Ca o primă aproximare, pentru lungimi de undă nelimitate între suprafață și atmosferă există un schimb net nul, în timp ce pentru lungimi de undă aflate într-o anumită bandă există radiație directă de la suprafața terestră sau marină spre spațiu. O situație similară are loc între straturile adiacente din stratul limită amestecat turbulent al troposferei inferioare, exprimată în așa-numita „aproximare a răcirii prin radiație spre spațiu”, observată pentru prima dată de C. D. Rodgers și C. D. Walshaw.

## Mecanisme
Când într-o zonă există suficientă materie pentru a permite ca ciocnirile între molecule să apară mult mai des decât absorbția sau emisia de fotoni, pentru radiație se vorbește de echilibru termodinamic local. În acest caz este valabilă legea lui Kirchhoff a egalității dintre absorbție și emisivitate radiativă.
Două corpuri aflate în echilibru de schimb radiativ, fiecare în propriul său echilibru termodinamic local, au aceeași temperatură și schimbul lor radiativ respectă principiul reciprocității al lui Helmholtz⁠(d).